# Suzuki Norio
Suzuki Norio (sinh ngày 14 tháng 2 năm 1984) là một cầu thủ bóng đá người Nhật Bản.

## Giải vô địch bóng đá U-20 thế giới
Suzuki Norio được triệu tập vào đội tuyển U-20 Nhật Bản tham dự Giải vô địch bóng đá U-20 thế giới 2003.